# Cimitero austro-ungarico di Tonezza del Cimone
Il cimitero austro-ungarico di Tonezza del Cimone è un cimitero di guerra che si trova a Contrà Campana, in località Crosati, ad un chilometro dal centro del paese.

## Storia
A maggio del 1916 le salme dei soldati caduti in guerra furono sepolte nei cimiteri di Contrà Grotti e Campana. Poco dopo si realizzò un altro cimitero a Contrà Campana, in località Crosati perché rappresentava una zona più sicura dagli attacchi italiani. Questo cimitero ospitò i caduti del secondo reggimento Kaiserjäger e dei reparti del k.k. Landsturm.
Nel dopoguerra accolse anche i caduti degli altri tre reggimenti della terza divisione Edelweiss.

## Caduti
Questo cimitero è stato recuperato il 3 settembre 2006 grazie al lavoro dell'Associazione Fanti della Zona di Vicenza ed è stato ridenominato Monumento alla concordia e alla pace. Ospita oltre 1000 caduti austro-ungarici della Grande Guerra combattuta nell'Altopiano di Tonezza del Cimone.
In memoria dei caduti sono state collocate 100 croci in legno ed è stata ripristinata una croce in calcestruzzo su piedistallo. Vicino all'entrata sono stati recuperati altri due cippi in sasso che ricordano due ufficiali scomparsi.